# 維蘭冰原島峰

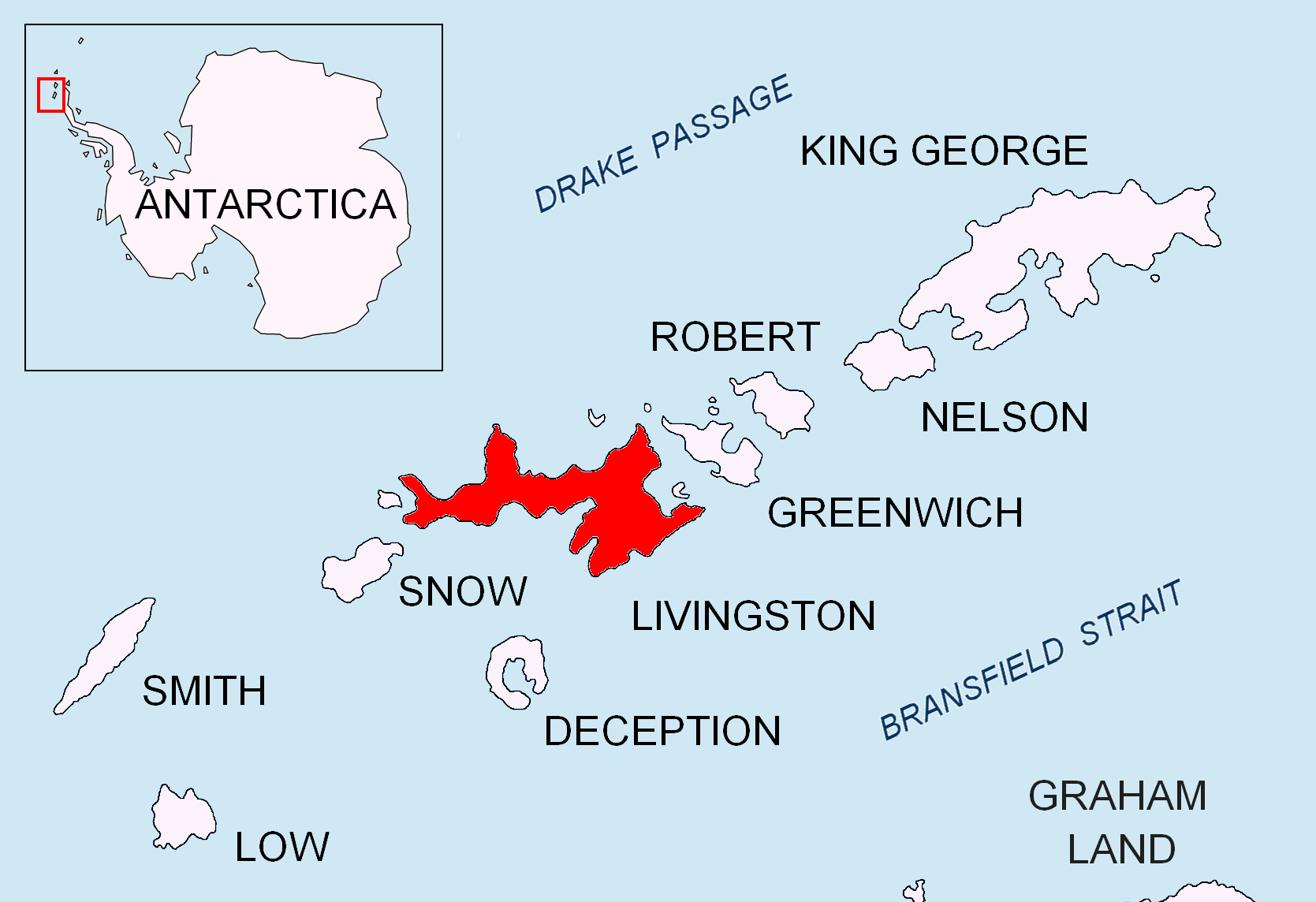

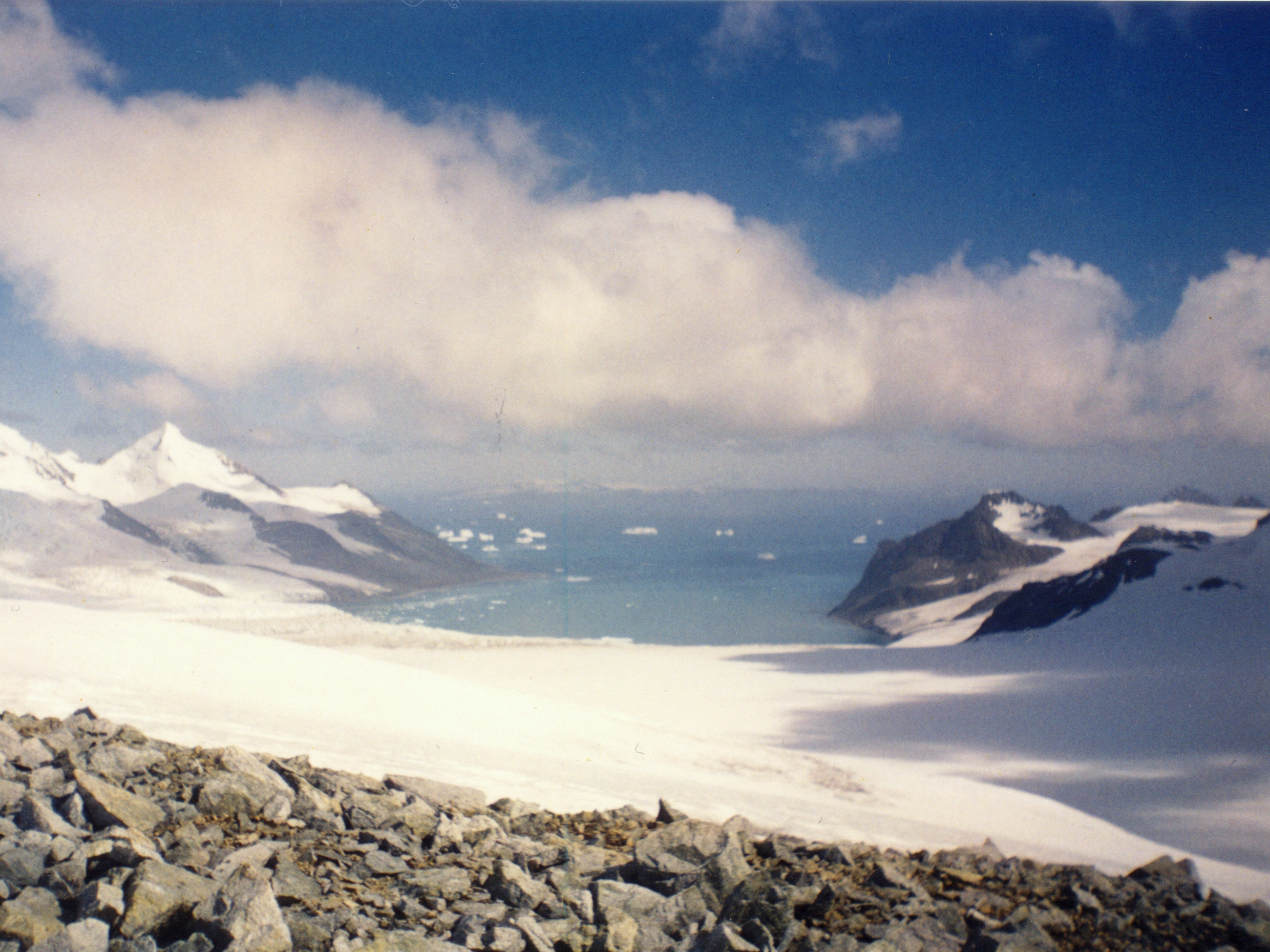

維蘭冰原島峰（英語：Willan Nunatak）是南極洲的冰原島峰，位於南設得蘭群島的利文斯頓島東部，處於錫內莫雷茨山東南面4.66公里、布爾迪克峰西南面2.36公里和普利斯卡嶺西南面2.48公里，海拔高度449米，以英國地質學家命名。

## 外部連結
- SCAR Composite Gazetteer of Antarctica（页面存档备份，存于）.

62°39′13.7″S 60°16′32″W / 62.653806°S 60.27556°W